# Субъект социального обеспечения
Субъект социального обеспечения — это участник правоотношения (физическое лицо, или организация), обладающий субъективными правами и обязанностями согласно законодательству о социальном обеспечении.

## Виды
1.Физические лица:
— граждане, в том числе иностранные граждане и лица без гражданства;
— лица с двойным гражданством, за которыми закон признает право при наступлении соответствующих обстоятельств стать субъектами правоотношений по социальному обеспечению;
— беженцы и вынужденные переселенцы;
— семья (при возникновении пенсионного правоотношения по случаю потери кормильца).
2.Другим субъектом правоотношений по социальному обеспечению выступает государственный орган, к компетенции которого отнесено осуществление социального обеспечения:
— органы социальной защиты населения, которые назначают и выплачивают пенсии и пособия, предоставляют услуги и т. п.;
— специальные пенсионные службы отдельных министерств и ведомств (например, прокуратуры, Министерства юстиции РФ, Министерства обороны РФ, МВД РФ, ФСБ РФ и т. д.);
— органы здравоохранения (предоставление бесплатной медицинской помощи в государственных и муниципальных учреждениях здравоохранения и т. д.);
— органы народного образования (содержание детей, лишенных родительской опеки и попечительства, учреждения интернатского типа и т. д.).
По поручению государства это может быть и другой уполномоченный орган (например, работодатель, обязанный предоставить работнику в случае его болезни, декретного отпуска пособие по временной нетрудоспособности, по беременности и родам).

## Условия
Чтобы быть участником правоотношений по социальному обеспечению, гражданин должен обладать правоспособностью и дееспособностью. В зависимости от специфики общественных отношений эти элементы правосубъектности могут возникать как одновременно, так и не совпадать по времени возникновения. В частности, ребенок-инвалид до 18 лет, являясь субъектом правоотношений по получению социальной пенсии, обладает только правоспособностью. От его имени в этих правоотношениях выступают представители (родители, опекун или попечитель). Если физическое лицо признано недееспособным вследствие душевной болезни, то от его имени в правоотношениях по социальному обеспечению также участвует представитель.
Поскольку Конституция РФ относит права в области социального обеспечения к основным правам человека, которые принадлежат каждому от рождения, то любого человека с момента рождения можно рассматривать в качестве потенциального субъекта правоотношений по социальному обеспечению. В данном случае речь идет о постоянном элементе отраслевой правоспособности.